# Нью-Вілледж (Нью-Джерсі)
Нью-Вілледж (англ. New Village) — переписна місцевість (CDP) в США, в окрузі Воррен штату Нью-Джерсі. Населення — 399 осіб (2020).

## Географія
Нью-Вілледж розташований за координатами 40°43′6″ пн. ш. 75°4′38″ зх. д. / 40.71833° пн. ш. 75.07722° зх. д. (40.718409, -75.077244).  За даними Бюро перепису населення США в 2010 році переписна місцевість мала площу 2,46 км², уся площа — суходіл.

## Демографія
Згідно з переписом 2010 року, у переписній місцевості мешкала 421 особа в 161 домогосподарстві у складі 117 родин. Густота населення становила 171 особа/км².  Було 180 помешкань (73/км²).
Расовий склад населення:
| - 96,4 % — білих - 1,2 % — азіатів - 0,2 % — корінних американців - 0,2 % — чорних або афроамериканців |

До двох чи більше рас належало 1,9 %. Частка іспаномовних становила 2,4 % від усіх жителів.
За віковим діапазоном населення розподілялося таким чином: 20,9 % — особи молодші 18 років, 61,0 % — особи у віці 18—64 років, 18,1 % — особи у віці 65 років та старші. Медіана віку мешканця становила 43,8 року. На 100 осіб жіночої статі у переписній місцевості припадало 101,4 чоловіків;  на 100 жінок у віці від 18 років та старших — 100,6 чоловіків також старших 18 років.
Середній дохід на одне домашнє господарство  становив 87 350 доларів США (медіана — 85 208), а середній дохід на одну сім'ю — 99 453 долари (медіана — 88 250). За межею бідності перебувало 1,6 % осіб, у тому числі 0,0 % дітей у віці до 18 років та 0,0 % осіб у віці 65 років та старших.
Цивільне працевлаштоване населення становило 262 особи. Основні галузі зайнятості: освіта, охорона здоров'я та соціальна допомога — 20,6 %, роздрібна торгівля — 10,3 %, виробництво — 9,2 %, публічна адміністрація — 8,8 %.